# Nikos Zachariadis

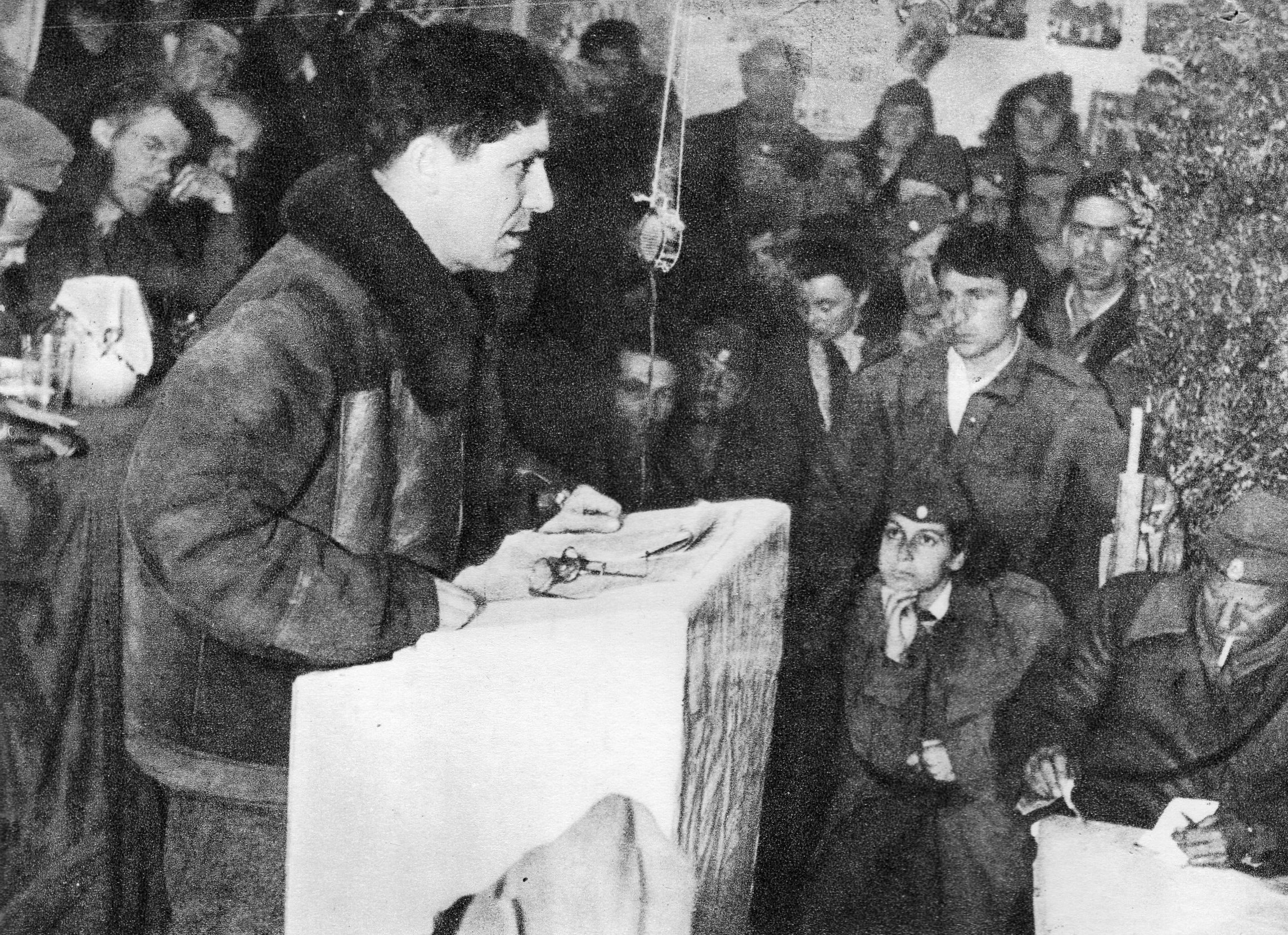
Nikos Zachariadis, chủ tịch của Hội đồng Quân sự Tối cao thuộc Quân Đội Dân chủ Hy Lạp.

Nikos Zachariadis (tiếng Hy Lạp: Νίκος Ζαχαριάδης; 27 tháng 4 năm 1903 – 1 tháng 8 năm 1973) là Tổng Bí thư của Đảng Cộng sản Hy Lạp (KKE) từ năm 1931 đến năm 1956, và là một trong những nhân vật quan trọng nhất trong cuộc Nội chiến Hy Lạp.

## Đầu đời
Nikos Zachariadis ra đời tại Edirne, Adrianople Vilayet, Đế chế Ottoman, vào năm 1903, trong một gia đình thuộc sắc tộc Hy Lạp. Cha của ông, Panagiotis Zachariadis, có gốc tiểu tư sản, và làm chuyên gia trong công ty Regie, một công ty độc quyền về mặt hàng thuốc lá tại Thổ Nhĩ Kỳ. Vào năm 1919, Nikos Zachariadis chuyển tới Constantinople, tại đây ông làm nhiều công việc, bao gồm làm lính. Cũng ở Constantinople ông đã tham gia phong trào của tầng lớp lao động đầu tiên. Sau thất bại của Hy Lạp trong Chiến tranh Hy Lạp - Thổ Nhĩ Kỳ và việc trao đổi dân cư giữa hai nước, gia đình Zachariadis bị tái định cư bắt buộc ở Hy Lạp và rơi vào cảnh nghèo đói.  Trong 2 năm 1922-23 ông tìm đến Liên bang Xô Viết, ở đây ông trở thành một thành viên của Komsomol (Đoàn Thanh niên Cộng sản Lenin). Ông theo học tại nhiều học viện chính trị và quân sự của chính phủ Liên Xô và khối Quốc tế cộng sản, trong đó có Trường Quốc tế Lenin.

## Hoạt động chính trị tại Hy Lạp
Vào năm 1923, ông được gửi trở lại Hy Lạp để thành lập Liên minh Thanh niên Cộng sản Hy Lạp (OKNE). Sau khi bị bắt giam, ông bỏ trốn về Liên Xô. Vào năm 1931, ông lại quay về Hy Lạp để lập lại trật tự trong đảng KKE, vốn đang bị chia rẽ bởi nạn kết bè kết phái, và trong cùng năm đó, ông được bầu làm Tổng Bí thư của KKE. Vào năm 1935, trong Đại hội Quốc tế Cộng sản Lần thứ 7, ông được bầu vào Uỷ ban Chấp hành. Trong những năm từ 1931 cho đến năm 1936, Zachariadis là một lãnh đạo rất thành công của KKE, số đảng viên của đảng này tăng lên gấp 3 lần, giành được nhiều ghế trong Quốc hội Hy Lạp, và thậm chí còn giành được quyền kiểm soát một số liên hiệp công nhân.
Tháng 8 năm 1936, ông bị nhân viên An ninh Quốc gia dưới quyền tổng thống Ioannis Metaxas bắt và giam giữ. Trong tù, ông viết và tuồn ra ngoài một bức thư kêu gọi mọi người dân Hy Lạp đứng lên chống lại cuộc xâm lược của phát xít Ý tháng 10 năm 1940 và biến cuộc chiến tranh này thành mặt trận chung chống lại chủ nghĩa phát xít. Một số cán bộ thuộc đảng KKE, nghĩ rằng cuộc chiến tranh này chỉ là sự tranh giành quyền lực giữa các siêu cường thế giới giống như Chiến tranh Thế giới thứ nhất, do có sự góp mặt của Liên Xô, đã cho rằng lá thư này là do chính quyền Metaxas làm giả. Zachariadis còn bị kết tội đưa ra lá thư này để lấy lòng giám đốc Cục An ninh Nội địa Konstantinos Maniadakis và nhờ đó sẽ được thả. Tuy nhiên, lá thư của Zachariadis vẫn là một cột mốc tối quan trọng của KKE, đánh dấu một đóng góp rất lớn của đảng này cho phong trào Kháng chiến Toàn quốc chống lại quân phát xít xâm lược (1941-1944).
Sau khi Đức xâm lược Hy Lạp, vào năm 1941 Đức Quốc xã áp giải ông đến trại tập trung Dachau, sau này ông được thả vào tháng 5 năm 1945. Trở về Hy Lạp, ông tái nhậm chức Tổng Bí thư thế chỗ Georgios Siantos, là quyền Tổng Bí thư từ tháng 1 năm 1942. Sự kiện Dekemvriana đẫm máu vừa kết thúc với thất bại của phe cộng sản. Zachariadis giờ đây tuyên bố ý định chính trị của ông, lãnh đạo KKE chiến đấu giành quyền dân chủ và tự do cho người dân thông qua bầu cử.

## Nội chiến
Tuy nhiên, kế hoạch của Zachariadis đã thay đổi. Ông thay đổi quan điểm sau sự kiện Khủng bố trắng. Do đó, ông quyết định bài trừ cuộc Bầu cử Lập pháp Hy Lạp năm 1946, một điểm khởi đầu của Nội chiến Hy Lạp kéo dài từ năm 1946-49.
Zachariadis đích thân chỉ đạo các chiến dịch quân sự của Quân đội Dân chủ Hy Lạp thuộc phe cộng sản, được thành lập để thiết lập nền dân chủ nhân dân cộng sản tại Hy Lạp.
Ông ra lệnh cho tư lệnh của ELAS là Markos Vafiadis từ bỏ các chiến thuật chiến tranh du kích và học tập, thích nghi với chiến thuật chiến tranh thông thường: theo Vafiadis, điều này đã tạo ra ảnh hưởng tiêu cực tương đối lớn với ELAS. Vafiadis sau này bị khai trừ khỏi đảng KKE vì thách thức quyền hạn của Zachariadis và bị quản thúc tại gia ở Albania, bị kết tội là gián điệp Anh. Trong Nội chiến Hy Lạp, Zachariadis cũng cho người ám sát nhiều đối thủ cánh tả thuộc đảng KKE, chủ yếu tại Athens.
Tuy nhiên, theo hiệp ước giữa Stalin và các đồng minh phương Tây, Hy Lạp sau chiến tranh sẽ nằm trong tầm ảnh hưởng của phương Tây và đối đầu - chính thức - với bất cứ tổ chức cộng sản nào định nắm quyền: ông ra lệnh cho các lãnh đạo KKE phải hợp tác với quân đội Anh khi họ đặt chân đến Hy Lạp năm 1944, và từ chối hỗ trợ bất cứ gì cho KKE khi họ cầm súng chống lại chính phủ bảo hoàng do Anh dựng lên.
Nam Tư và tổng thống Tito ban đầu hỗ trợ KKE nhưng sau đó đã cắt viện trợ khi Tito cắt đứt liên lạc với Stalin vào năm 1948. Sự can thiệp quân sự của Anh và Mĩ, cùng với việc thiếu đi hỗ trợ nước ngoài từ Tito hay Stalin, đã dẫn đến chiến bại của Quân đội Dân chủ Hy Lạp năm 1949. Ban lãnh đạo KKE và tàn quân của Quân đội Dân chủ bỏ trốn khỏi Hy Lạp và sống trong cảnh lưu đày ở Liên Xô hoặc các nước cộng sản khác.

## Hậu chiến tranh
Ban lãnh đạo của Đảng Cộng sản trú ẩn tại Tashkent. Tuy nhiên, sau cái chết của Joseph Stalin vào năm 1953, Zachariadis đã tranh cãi với ban lãnh đạo mới của Liên Xô, do ông không đồng ý với hướng đi mới của Đảng Cộng sản Liên Xô CPSU dưới quyền Nikita Khrushchev.
Vào tháng 5 năm 1956, trong Phiên họp toàn thể của Uỷ ban Trung ương lần thứ 6 đảng KKE, Đảng Cộng sản Liên Xô đã can thiệp và loại bỏ Zachariadis khỏi vị trí Tổng Bí thư. Vào tháng 2 năm 1957 Zachariadis cũng bị khai trừ luôn khỏi đảng KKE, cũng như nhiều người ủng hộ ông.
Zachariadis sống nốt phần đời còn lại trong cảnh lưu đày tại Siberia, ban đầu tại Yakutia và sau này là Surgut, Cộng hòa Xã hội chủ nghĩa Xô viết Liên bang Nga. Vào năm 1962, tuyệt vọng do điều kiện sống khắc nghiệt khi bị lưu đày, ông đã tìm cách đến được Moskva. Ở đó, ông tìm đến Đại sứ quán Hy Lạp và yêu cầu được trở về Hy Lạp, nơi ông muốn được xét xử vì những hành động của mình. Không ai biết liệu yêu cầu của ông đã từng được cân nhắc hay chưa. Ngay sau khi rời đại sứ quán Hy Lạp, ông bị lính Liên Xô bắt giữ và đưa về Surgut. Tại đây ông đã tự sát, ở tuổi 70, vào năm 1973. Theo lời một vài người ủng hộ ông thì ông đã bị tử hình. Dựa trên một số tài liệu được tiết lộ, vốn nằm trong kho lưu trữ của Bộ Nội Vụ Nga, ông được xác nhận là đã tự sát.
Vào tháng 12 năm 1991, chỉ vài ngày sau khi Liên bang Xô Viết sụp đổ, thi hài của Zachariadis được đưa về quê hương Hy Lạp, và người ta tổ chức một tang lễ cho ông, nhờ đó đã giúp một số người ủng hộ trung thành cuối cùng cũng có cơ hội để tưởng niệm và vinh danh ông. Ông được chôn cất ở Nghĩa trang Đầu tiên của Athens.
Vào năm 2011, một Hội nghị Toàn quốc của Đảng Cộng sản Hy Lạp đã phục hồi cương vị Tổng Bí thư đảng KKE cho Nikos Zachariadis. Đây là một trong những sự kiện thể hiện việc KKE đã thay đổi quan điểm kể từ sau sự sụp đổ của Liên Xô; đảng này cũng đi theo đường lối xét lại mà Đảng Cộng sản Liên Xô phát động sau khi Khrushchev nắm quyền.

## Đường dẫn ngoài
- Nikos Zachariadis Archive at marxists.org
- Collected works of Nikos Zachariadis

Bản mẫu:KKE General Secretaries
Bản mẫu:Greece during World War II
Bản mẫu:Heads of government of Greece